# K. Kovács Péter
K. Kovács Péter (Polgár, 1912. július 4. – Budapest, 1981. szeptember 19.) etnográfus, múzeumi osztályvezető.

## Életútja
1912. július 4-én született Örvényszög tanyán (Polgár). Édesanyja, csáti Kovács Borbála, édesapja Kovács Gábor. 1906 végén költöztek be Tiszacsegére, földet és házat vettek (Tiszacsege, Csurgó u. 22.). Az elemi iskolai tanító hívta fel édesanyjuk figyelmét, hogy a fiúkat, Lacit és Pétert taníttatni kellene. Így kerültek Balmazújvárosba polgáriba, majd Debrecenbe a kereskedelmi iskolába. Kovács Péterre nagy hatással volt Juhász Géza irodalomtanára és Márton Béla, a földrajztanár. Részt vett az önképzőkör munkájában. Cserkész is volt. Morvay Pétert, későbbi kollégáját a Néprajzi Múzeumban, szintén a cserkészmozgalom révén ismerte meg. 1931-ben érettségizett. Feltett szándéka volt, hogy bátyjához hasonlóan továbbtanul. Anyai engedéllyel bevonult hivatásos, „öröm”-katonának. Tanulmányait Nyírbátorban, a 12. számú Rákóczi Ferenc karpaszományos-iskolában kezdte meg. Két nappal a zászlóssá történő előléptetését megelőzően gyakorlatoztak, és az ekkor történt robbanás miatt, harmadfokú égési sérülést szenvedve – 1932. szeptember 18-tól legalább fél évre – kórházba került, Debrecenbe (1932–1933).
„1933 októberében, némi hánykolódás után (állás, foglalkozáskeresés stb.) Édesanyám kérésének engedve beiratkoztam földrajz–kémia–áruismeret szakra” – a József nádor Műszaki és Gazdaságtudományi Egyetem Közgazdaságtudományi Karára és azon belül a Kereskedelmi Iskolai Tanárképző Intézetbe. Egyúttal be kellett iratkozzon – mivel nem gimnáziumi érettségije volt – a Pázmány Péter Tudományegyetemre, illetve annak Tanárképzőjébe. Kovács Péter – pénz híján – Tiszacsegéről biciklivel érkezett Budapestre. Jelentkezett a Szerb utca 23-ban lévő hivatalban a Pázmány Péter Tudományegyetemre. Előzőleg egy trafikban papírt, borítékot vásárolt. Az ott lévő ferde írópulton megírta kérvényét, elvitte, beadta. Majd visszabiciklizett Tiszacsegére. 1933 szeptemberében, egy levelezőlapon értesült arról, hogy felvételt nyert mind az egyetemre, mind a Horthy-kollégiumba (Bp., VIII. Üllői út 51.). Attól fogva ott lakott és minden évben meg kellett pályázza az ingyenes bentlakást. (Ennek feltétele a tanulmányi eredmény, illetve a mindig bemutatandó „szegénységi bizonyítvány” volt.) A Horthy-kollégiumban a szegény szülők, parasztok, értelmes, okos gyermekei tanultak, laktak.